# Surdoux
Surdoux (Surdòu en occitan) est une commune française située dans le département de la Haute-Vienne en région Nouvelle-Aquitaine.

## Géographie

### Localisation

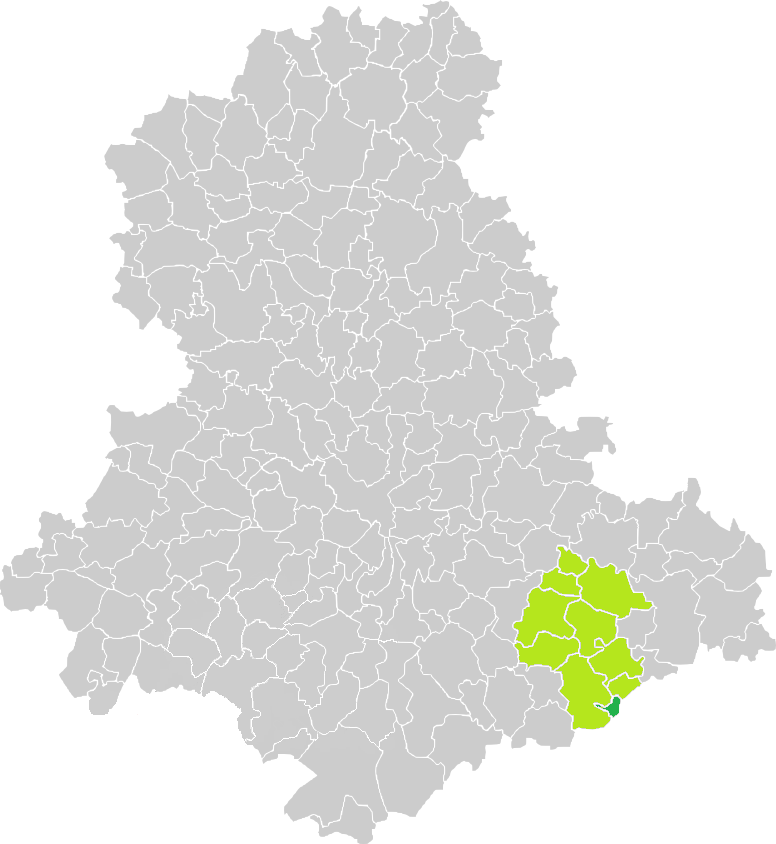
Situation de la commune de Surdoux en Haute-Vienne.

La commune est limitrophe du département de la Corrèze.
Elle est bordée au sud-est par le Bradascou, un affluent de la Vézère, et à proximité du Mont Gargan.
|                          | Saint-Gilles-les-Forêts                  |                     |
| La Croisille-sur-Briance | Surdoux                                  | Chamberet (Corrèze) |
|                          | Meilhards (Corrèze) (par un quadripoint) |                     |

### Climat
Pour des articles plus généraux, voir Climat de la Nouvelle-Aquitaine et Climat de la Haute-Vienne.
Historiquement, la commune est exposée à un climat océanique limousin.  
En 2020, Météo-France publie une typologie des climats de la France métropolitaine dans laquelle la commune est exposée à un climat de montagne et est dans la région climatique  Ouest et nord-ouest du Massif Central, caractérisée par une pluviométrie annuelle de 900 à 1 500 mm, maximale en automne et en hiver.
Pour la période 1971-2000, la température annuelle moyenne est de 10,1 °C, avec une amplitude thermique annuelle de 14,6 °C. Le cumul annuel moyen de précipitations est de 1 351 mm, avec 13,3 jours de précipitations en janvier et 8,6 jours en juillet. Pour la période 1991-2020, la température moyenne annuelle observée sur la station météorologique la plus proche, située sur la commune de Saint-Germain-les-Belles à 12,13 km à vol d'oiseau, est de 0,0 °C et le cumul annuel moyen de précipitations est de 0,0 mm,. Pour l'avenir, les paramètres climatiques de la commune estimés pour 2050 selon différents scénarios d'émission de gaz à effet de serre sont consultables sur un site dédié publié par Météo-France en novembre 2022.

## Urbanisme

### Typologie
Au 1er janvier 2024, Surdoux est catégorisée commune rurale à habitat très dispersé, selon la nouvelle grille communale de densité à sept niveaux définie par l'Insee en 2022.
Elle est située hors unité urbaine et hors attraction des villes,.

### Occupation des sols
L'occupation des sols de la commune, telle qu'elle ressort de la base de données européenne d’occupation biophysique des sols Corine Land Cover (CLC), est marquée par l'importance des territoires agricoles (57 % en 2018), en diminution par rapport à 1990 (58 %). La répartition détaillée en 2018 est la suivante : 
forêts (43 %), zones agricoles hétérogènes (31,7 %), prairies (25,3 %). L'évolution de l’occupation des sols de la commune et de ses infrastructures peut être observée sur les différentes représentations cartographiques du territoire : la carte de Cassini (XVIIIe siècle), la carte d'état-major (1820-1866) et les cartes ou photos aériennes de l'IGN pour la période actuelle (1950 à aujourd'hui).

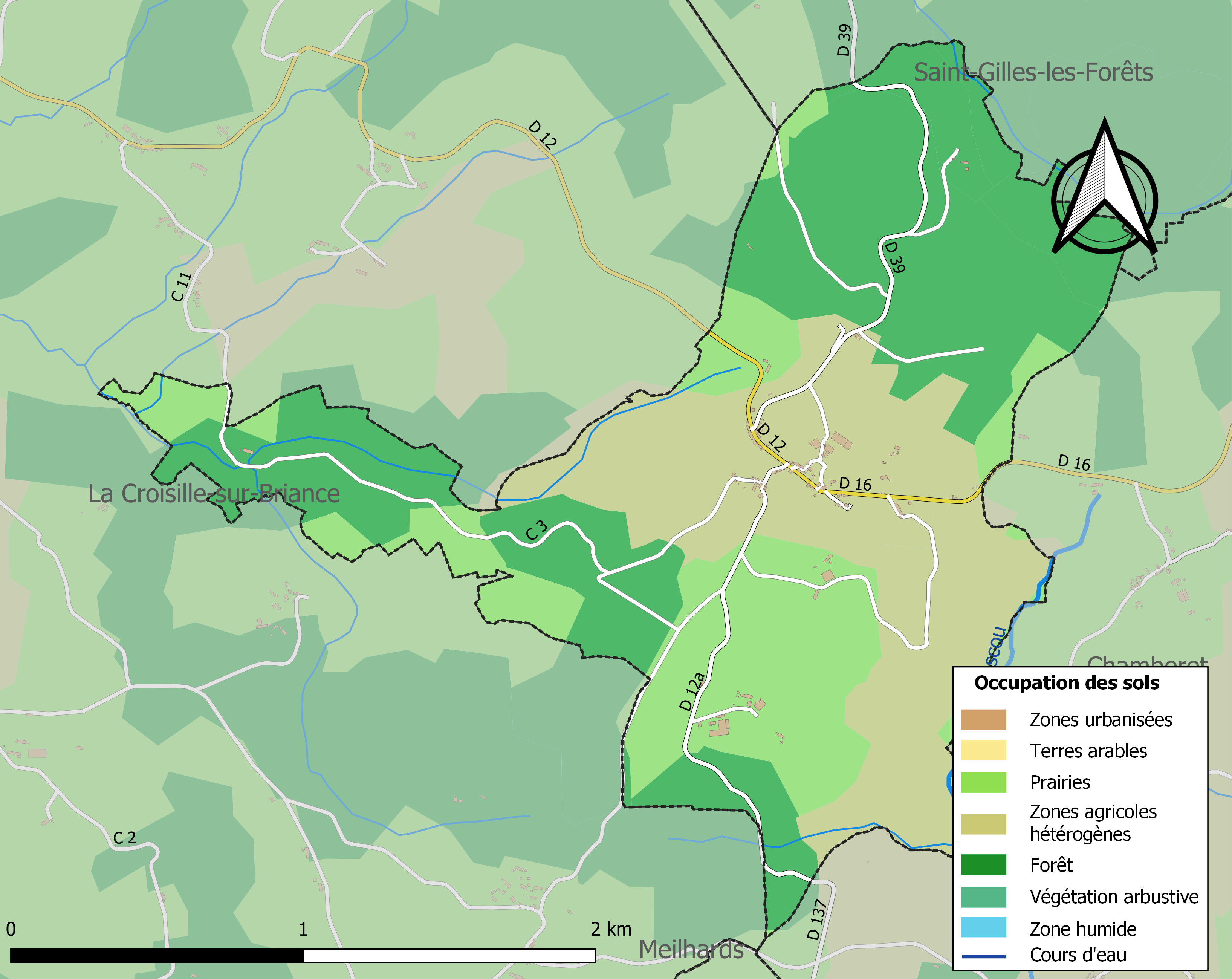
Carte des infrastructures et de l'occupation des sols de la commune en 2018 (CLC).

### Risques majeurs
Le territoire de la commune de Surdoux est vulnérable à différents aléas naturels : météorologiques (tempête, orage, neige, grand froid, canicule ou sécheresse) et séisme (sismicité très faible). Il est également exposé à un risque particulier : le risque de radon. Un site publié par le BRGM permet d'évaluer simplement et rapidement les risques d'un bien localisé soit par son adresse, soit par le numéro de sa parcelle.

#### Risques naturels

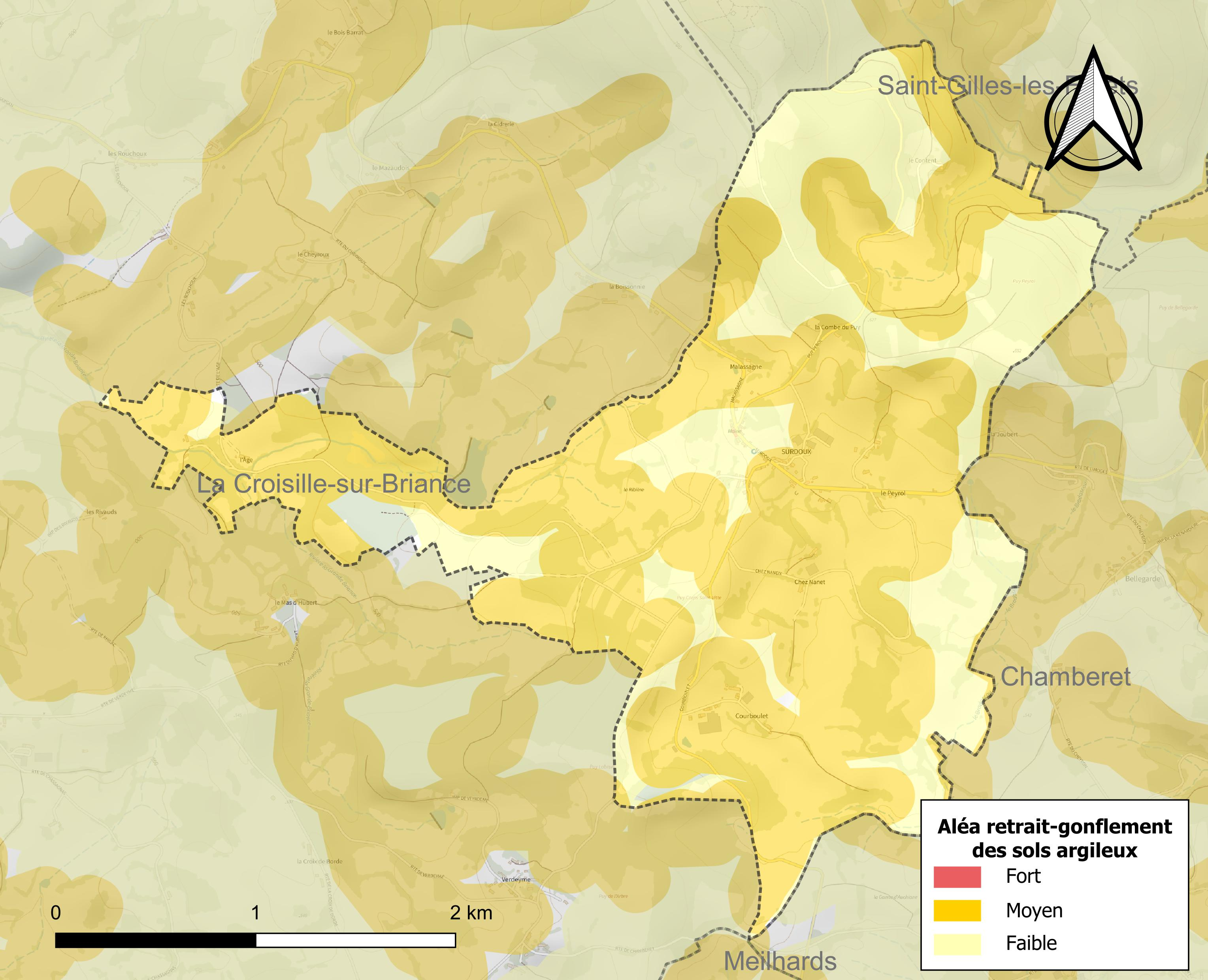
Carte des zones d'aléa retrait-gonflement des sols argileux de Surdoux.

Le retrait-gonflement des sols argileux est susceptible d'engendrer des dommages importants aux bâtiments en cas d’alternance de périodes de sécheresse et de pluie. 70,2 % de la superficie communale est en aléa moyen ou fort (27 % au niveau départemental et 48,5 % au niveau national métropolitain). Depuis le 1er octobre 2020, en application de la loi ÉLAN, différentes contraintes s'imposent aux vendeurs, maîtres d'ouvrages ou constructeurs de biens situés dans une zone classée en aléa moyen ou fort,.
La commune a été reconnue en état de catastrophe naturelle au titre des dommages causés par les inondations et coulées de boue survenues en 1982, 1999 et 2018 et par des mouvements de terrain en 1999.

#### Risque particulier
Dans plusieurs parties du territoire national, le radon, accumulé dans certains logements ou autres locaux, peut constituer une source significative d’exposition de la population aux rayonnements ionisants. Selon la classification de 2018, la commune de Surdoux est classée en zone 3, à savoir zone à potentiel radon significatif.

## Histoire
Zone élevée où naissent de nombreuses sources. Ainsi pourrait avoir été dénommé ce territoire, à partir du latin "surgere" (surgir). En 1315, on trouve ainsi le nom "surzolz" (ailleurs surzou).
Surdoux se situe près du Mont Gargan haut lieu de mémoire de la résistance en 1944. Le point d’orgue se situe du 16 au 24 juillet 1944, tout d’abord par un important parachutage d’armes et munitions, suivi de très lourds combats entre le maquis de Georges Guingouin et les allemands du général Walter Gleiniger de la Brigade Jesser aidés de la Milice française mené par Jean de Vaugelas.
La région du Mont Gargan a été le centre décisionnaire et opérationnel de son maquis, institué au début de la guerre à Surdoux pour se terminer par la libération de Limoges par la négociation avec les allemands commandés par le général Walter Gleiniger.

## Politique et administration
| Période    | Période  | Identité           | Étiquette | Qualité |
| ---------- | -------- | ------------------ | --------- | ------- |
| avant 1981 | 1983     | Paul AGUILA        |           |         |
| 1983       | 2006     | Jean MAZAUDOIS     |           |         |
| 2006       | 2008     | Marcel TRICARD     |           |         |
| 2008       | 2014     | Fernand ANDRIEUX   |           |         |
| 2014       | 07/2024  | Géraldine BLANQUET |           |         |
| 10/2024    | En cours | Christine BURIN    | SE        |         |

## Démographie

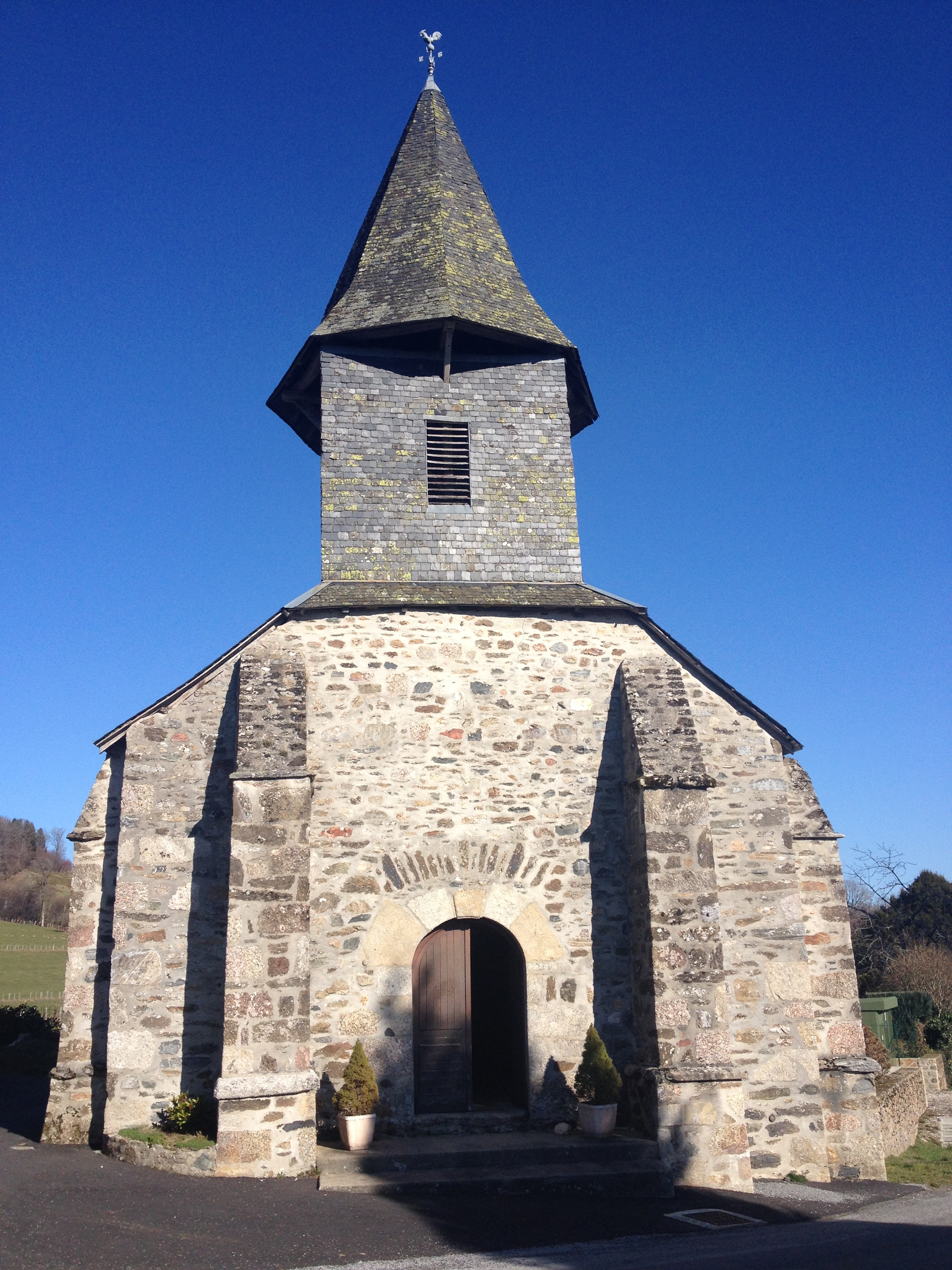
Église de Surdoux.

L'évolution du nombre d'habitants est connue à travers les recensements de la population effectués dans la commune depuis 1793. Pour les communes de moins de 10 000 habitants, une enquête de recensement portant sur toute la population est réalisée tous les cinq ans, les populations de référence des années intermédiaires étant quant à elles estimées par interpolation ou extrapolation. Pour la commune, le premier recensement exhaustif entrant dans le cadre du nouveau dispositif a été réalisé en 2007.

En 2022, la commune comptait 54 habitants, en évolution de +25,58 % par rapport à 2016 (Haute-Vienne : −0,68 %, France hors Mayotte : +2,11 %).
| 1793 | 1800 | 1806 | 1821 | 1831 | 1836 | 1841 | 1846 | 1851 |
| ---- | ---- | ---- | ---- | ---- | ---- | ---- | ---- | ---- |
| 184  | 385  | 370  | 214  | 231  | 265  | 269  | 267  | 260  |

| 1856 | 1861 | 1866 | 1872 | 1876 | 1881 | 1886 | 1891 | 1896 |
| ---- | ---- | ---- | ---- | ---- | ---- | ---- | ---- | ---- |
| 216  | 226  | 253  | 214  | 235  | 234  | 251  | 246  | 251  |

| 1901 | 1906 | 1911 | 1921 | 1926 | 1931 | 1936 | 1946 | 1954 |
| ---- | ---- | ---- | ---- | ---- | ---- | ---- | ---- | ---- |
| 217  | 219  | 195  | 175  | 179  | 167  | 138  | 122  | 118  |

| 1962 | 1968 | 1975 | 1982 | 1990 | 1999 | 2006 | 2007 | 2012 |
| ---- | ---- | ---- | ---- | ---- | ---- | ---- | ---- | ---- |
| 94   | 81   | 78   | 52   | 34   | 44   | 44   | 44   | 41   |

| 2017 | 2022 | - | - | - | - | - | - | - |
| ---- | ---- | - | - | - | - | - | - | - |
| 44   | 54   | - | - | - | - | - | - | - |

## Lieux et monuments
- Église Paroissiale de la-Nativité-de la-Sainte-Vierge, Saint-Léobon, édifice probablement du XIIe siècle ; remanié au XIXe siècle (clocher et couverture), qui faisait partie de l'archiprêtré de La Porcherie ; édifice à associer au prieuré mentionné en 1631 comme dépendance de l'abbaye de la Règle à Limoges[25]. Elle est inscrite à l'Inventaire général du patrimoine culturel[26].

## Pour approfondir